# 王安兰
王安兰（1987年—），四川茂县人，羌族，中华人民共和国政治人物、第十二届全国人民代表大会四川地区代表。
毕业于西南科技大学机械制造及自动化专业。加入中国共产党。2013年，担任全国人大代表。2018年2月24日，当选为第十三届全国人大代表。